# Brian Gibson
Brian Gibson, född 22 september 1944 i Reading, Berkshire, död 4 januari 2004 i London, var en brittisk filmregissör.

## Biografi
Gibson studerade naturvetenskap vid St. Catharine's College i Cambridge och vetenskapshistoria vid Darwin College i samma stad. Han planerade att bli läkare, men han började intressera sig för journalism då han fick redigera Granta (Cambridge Universitets litterära tidning). 
Efter att ha rest omkring i Turkiet, Israel och Syrien fick han jobb på TV-kanalen BBC.
År 1974 började han regissera filmer. En av hans mest kända filmer heter What's Love Got to Do With It? och handlar om sångerskan Tina Turner. Han har även regisserat skräckfilmen Poltergeist II - Den andra sidan.
Gibson var gift med skådespelerskan Lynn Whitfield, men deras äktenskap slutade med skilsmässa. De hade en dotter tillsammans, Grace Gibson. Han gifte om sig med Paula Rae Gibson och fick en till dotter, Raphaela, innan han dog av Ewings sarkom vid 59 års ålder, år 2004.

## Filmografi i urval
- 1976 - The Billion Dollar Bubble
- 1976 - Where Adam Stood
- 1979 - Gossip from the Forest
- 1983 - Kilroy Was Here
- 1986 - Poltergeist II - Den andra sidan
- 1993 - What's Love Got to Do With It?
- 1996 - Den edsvurna